# Piazza Roma (Lettere)
Piazza Roma è una frazione di Lettere nella città metropolitana di Napoli.
Con i suoi circa 4 400 abitanti al censimento 2001 era la frazione più popolata del comune, nonché sede municipale.

## Monumenti e luoghi d'interesse
- Chiesa di Santa Maria Assunta e San Giovanni Battista, antica cattedrale della soppressa diocesi di Lettere fino al 1818, fu edificata in sostituzione di una più antica cattedrale, diventata ormai insufficiente, alla fine del XVI secolo: l'aspetto odierno risale agli ultimi rimaneggiamenti avvenuti nel 1791. La chiesa contiene alcune opere d'arte come una pala dell'altare maggiore, con la Vergine con il bambino, una tela della Madonna del Rosario, due tele del XVIII secolo raffiguranti San Giuseppe e Giovanni Battista e la statua di Sant'Anna, patrona del paese, posta nell'omonima cappella risalente al 1503. La parrocchia di Santa Maria Assunta conta circa 1 400 abitanti.[3]
- Chiesa del Santissimo Rosario, edificio di tipo conventuale situato sulla piazza principale,[4] sorse come monastero nel 1633 con l'arrivo a Lettere delle suore domenicane.[5][6]
- Palazzo Comunale, edificio moderno di stampo razionalista, è situato di fronte alla chiesa. Esso è stato ricostruito ex novo dopo il sisma del 1980. Sul lato sinistro sono poste due targhe commemorative in ricordo dei caduti delle due guerre.
- Acquedotto medievale, situato in via Mulino questo portava acqua al villaggio del Castello. Oggi ne rimangono solo alcune parti.[7][8]
- Monumento di Antonio Bellotti[9].

### Piazze
- Piazza Roma: è la piazza principale da cui prende nome il paese dove c'è una fontana (messa a metà del XIX secolo), una croce dei padri redentoristi e due quadri.
- Piazza Vincenzo Fattoruso, intitolata alla memoria di un medico chirurgo letterese, dove sono situati un parco giochi e la statua di san Pio da Pietrelcina.